# Långtjärnen (Ströms socken, Jämtland, 712758-146492)
Långtjärnen är en sjö i Strömsunds kommun i Jämtland och ingår i Ångermanälvens huvudavrinningsområde.